# James Tanui
James Tanui (* 1974; † 10. Dezember 2003) war ein kenianischer Langstreckenläufer.
Zu den Erfolgen des aus Kapsabet stammenden, für den SC DHfK Leipzig startenden Athleten zählten ein Sieg beim Hamburg-Halbmarathon 2000 und ein Sieg beim Wachau-Marathon desselben Jahres in der damaligen Streckenrekordzeit von 2:14:32.
Beim Frankfurt-Marathon 2003 diente er Luminita Zaituc bei ihrem Sieg als Tempomacher. Einige Wochen später brach er während eines Heimataufenthaltes bei einem Trainingslauf zusammen und konnte auch nach Einlieferung in ein Krankenhaus nicht wiederbelebt werden.